# Ludimar Hermann
Ludimar Hermann (Berlino, 31 ottobre 1838 – Königsberg, 5 giugno 1914) è stato un fisiologo e logico tedesco che usava il fonografo di Edison per testare le teorie sulla produzione delle vocali, in particolare quelle di Robert Willis e Charles Wheatstone.
Ha coniato la parola formante, un termine di importanza nella moderna fonetica acustica.
La griglia di Hermann è stata nominata in suo onore.

## Ricerche
Oltre al suo lavoro in fonetica, Hermann era influente come fisiologo. Ha smentito la nozione, proposta da Emil du Bois-Reymond, secondo cui i muscoli contenevano una serie ordinata di "molecole elettromotrici". Hermann mostrò che l'intera superficie di un muscolo era elettricamente equipotenziale. Le sue scoperte in questo campo furono determinanti per l'uso moderno dell'elettrocardiogramma come strumento diagnostico. Fu anche il primo a spiegare il processo digestivo come una decomposizione della proteina che avviene attraverso l'idrolisi acida per ottenere le materie prime necessarie alle cellule.